# Onychelmis whiteheadi
Onychelmis whiteheadi là một loài bọ cánh cứng trong họ Elmidae. Loài này được Spangler & Santiago miêu tả khoa học năm 1991.